# 会下山遺跡
会下山遺跡（えげのやまいせき）は、兵庫県芦屋市内の北方から南に傾斜する六甲山堤の西半分にある弥生時代中期から後期の高地性集落遺跡。社会史的に重要かつ著名な遺跡であり、1960年（昭和35年）に県の史跡に指定された後、2011年（平成23年）2月7日に国の史跡に指定された。

## 遺跡の発見
1956年（昭和31年）に、芦屋市立山手中学校の生徒が、弥生土器の破片を多数発見した。市の教育委員会がその後数回にわたり、会下山山頂から中腹にかけて学術的な発掘調査を行ったところ、集落跡がほぼ完全な状態で発見された。

### 施設

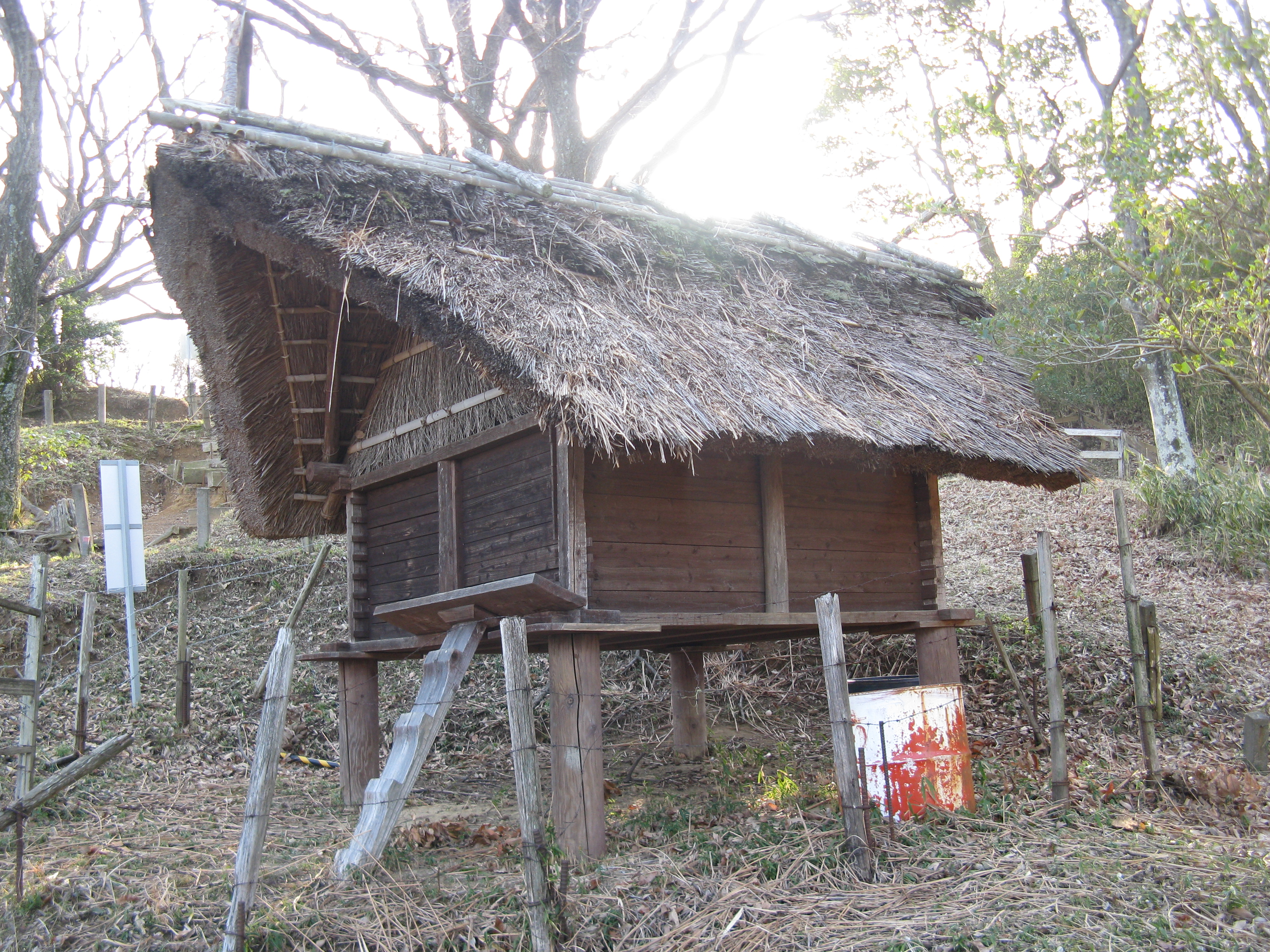
高床倉庫（復元）

- 竪穴建物跡
- 祭祀場
- 高床建物跡
- 土壙墓
- 焼土壙 - 長径4メートル
- 柵跡

### 出土品
- 壺・甕・高坏などの弥生土器
- 石鏃・石斧・石錘・掻器・石錐
- 銅鏃・ガラス小玉・鉄斧・鉄鐫（のみ）・小刀・火打石

## 所在地・アクセス
- 所在地 - 兵庫県芦屋市三条町
- 交通アクセス - 阪急神戸線 芦屋川駅 バスまたは徒歩

## 周辺
- 芦屋ロックガーデン、高座の滝